# Montpeyroux (Puy-de-Dôme)
Pour les articles homonymes, voir Montpeyroux.
Montpeyroux est une commune française, située dans le département du Puy-de-Dôme, en région Auvergne-Rhône-Alpes. Autrefois nommé Montpeyroux d'Auvergne.
Elle fait partie de l'association Les Plus Beaux Villages de France.

## Géographie
Incluse dans l'aire d'attraction de Clermont-Ferrand et bordée à l'est par rivière Allier, la commune de Montpeyroux est desservie par l'autoroute A75 (échangeur 7) et la route départementale 797.
Le village de Montpeyroux, qui fait partie de l'association Les Plus Beaux Villages de France, est accessible par la RD 797c, à 20 kilomètres au sud de Clermont-Ferrand et 15 kilomètres au nord d'Issoire.

### Communes limitrophes
|         | Authezat    | Vic-le-Comte |
| Plauzat | Montpeyroux | Parent       |
|         | Coudes      |              |

### Climat
Pour des articles plus généraux, voir Climat d'Auvergne-Rhône-Alpes et Climat du Puy-de-Dôme.
En 2010, le climat de la commune est de type climat océanique dégradé des plaines du Centre et du Nord, selon une étude du Centre national de la recherche scientifique s'appuyant sur une série de données couvrant la période 1971-2000. En 2020, Météo-France publie une typologie des climats de la France métropolitaine dans laquelle la commune est exposée à un climat de montagne ou de marges de montagne et est dans la région climatique  Nord-est du Massif Central, caractérisée par une pluviométrie annuelle de 800 à 1 200 mm, bien répartie dans l’année. 
Pour la période 1971-2000, la température annuelle moyenne est de 10,8 °C, avec une amplitude thermique annuelle de 16,4 °C. Le cumul annuel moyen de précipitations est de 667 mm, avec 8,2 jours de précipitations en janvier et 6,7 jours en juillet. Pour la période 1991-2020, la température moyenne annuelle observée sur la station météorologique de Météo-France la plus proche, « Plauzat_sapc », sur la commune de Plauzat à 4 km à vol d'oiseau, est de 11,3 °C et le cumul annuel moyen de précipitations est de 606,8 mm,. Pour l'avenir, les paramètres climatiques de la commune estimés pour 2050 selon différents scénarios d'émission de gaz à effet de serre sont consultables sur un site dédié publié par Météo-France en novembre 2022.

## Urbanisme

### Typologie
Au 1er janvier 2024, Montpeyroux est catégorisée commune rurale à habitat dispersé, selon la nouvelle grille communale de densité à sept niveaux définie par l'Insee en 2022.
Elle est située hors unité urbaine. Par ailleurs la commune fait partie de l'aire d'attraction de Clermont-Ferrand, dont elle est une commune de la couronne,. Cette aire, qui regroupe 209 communes, est catégorisée dans les aires de 200 000 à moins de 700 000 habitants,.

### Occupation des sols
L'occupation des sols de la commune, telle qu'elle ressort de la base de données européenne d’occupation biophysique des sols Corine Land Cover (CLC), est marquée par l'importance des territoires agricoles (76,8 % en 2018), une proportion identique à celle de 1990 (76,8 %). La répartition détaillée en 2018 est la suivante : terres arables (56,6 %), zones agricoles hétérogènes (19,8 %), forêts (15,8 %), zones urbanisées (7,4 %), prairies (0,5 %). L'évolution de l’occupation des sols de la commune et de ses infrastructures peut être observée sur les différentes représentations cartographiques du territoire : la carte de Cassini (XVIIIe siècle), la carte d'état-major (1820-1866) et les cartes ou photos aériennes de l'IGN pour la période actuelle (1950 à aujourd'hui).

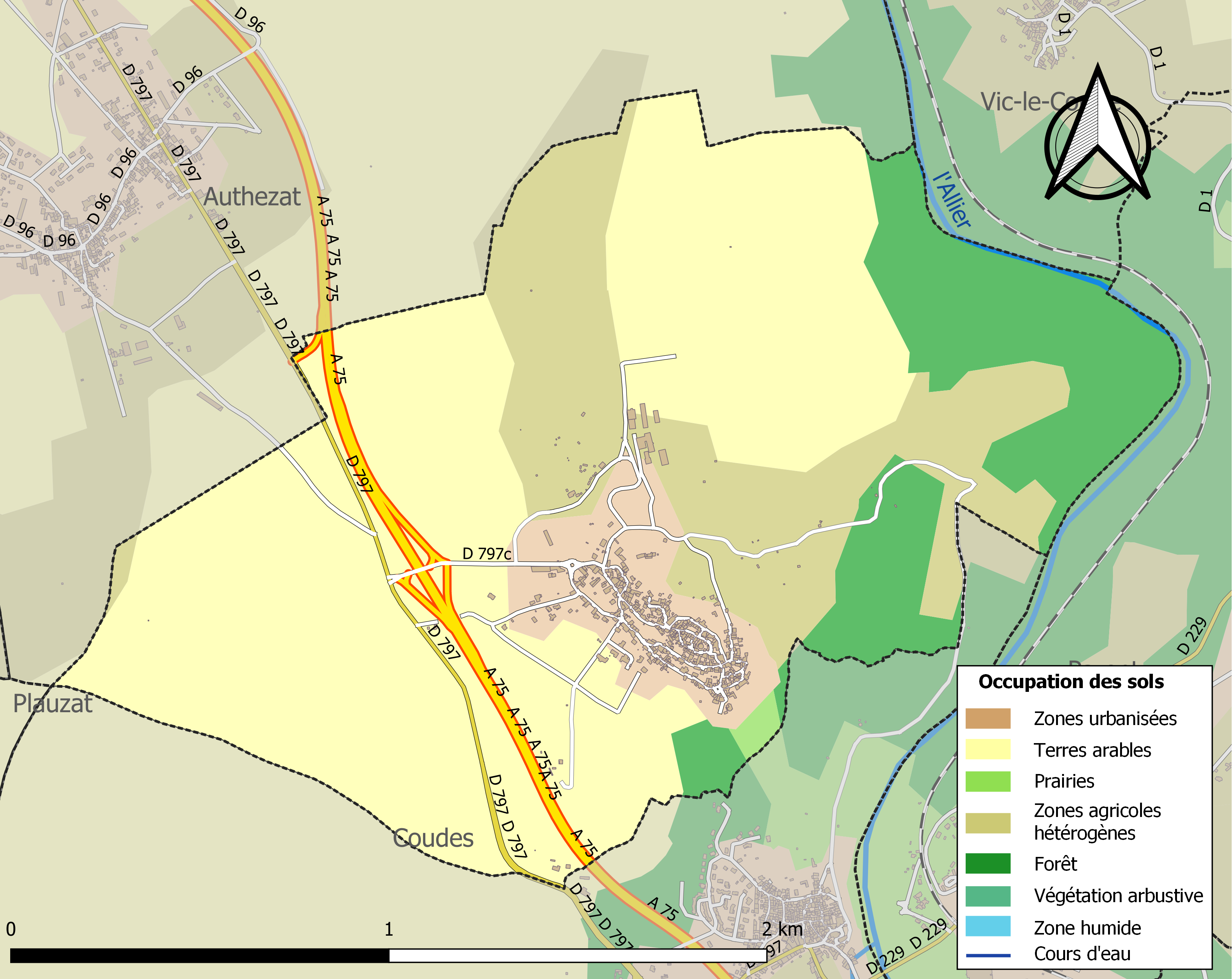
Carte des infrastructures et de l'occupation des sols de la commune en 2018 (CLC).

## Toponymie
Montpeyroux - Montpeirós - signifie « mont pierreux » en occitan.

## Histoire

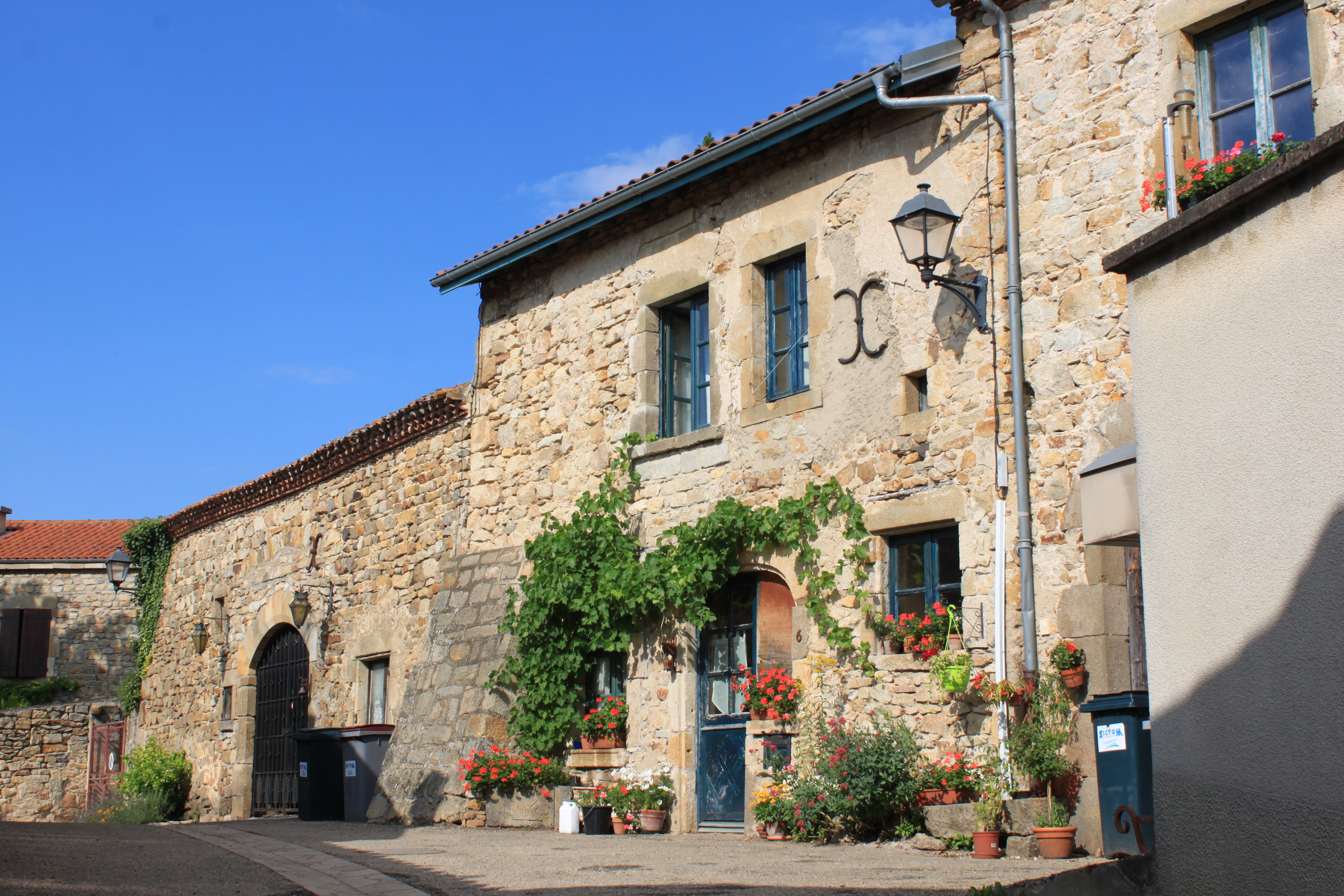
Rue typique du village de Montpeyroux.

Adhérent de l'association Les Plus Beaux Villages de France, ce petit village perché est dominé par la silhouette d'un donjon datant du XIIIe siècle. La pierre autrefois extraite à Montpeyroux, l'arkose, a beaucoup servi pour la construction locale. Sa chaleureuse teinte blonde se retrouve également sur plusieurs églises romanes du val d'Allier, notamment à l'abbatiale d'Issoire.
La commune de Montpeyroux est née en 1889, de la scission de la commune de Coudes.

## Politique et administration
Montpeyroux fait partie de l'arrondissement d'Issoire ; jusqu'en mars 2015, elle dépendait du canton d'Issoire, à la suite du redécoupage des cantons du département, elle fait désormais partie du canton de Vic-le-Comte.
De plus, elle a également fait partie de la communauté de communes des Coteaux de l'Allier, qu'elle a quitté le 1er janvier 2014 pour rejoindre Couze Val d'Allier, jusqu'en 2016. Les deux communautés de communes précitées ont fusionné avec six autres autour d'Issoire pour constituer une communauté d'agglomération : Agglo Pays d'Issoire.
| Période                                  | Période                    | Identité             | Étiquette | Qualité                                                                            |
| ---------------------------------------- | -------------------------- | -------------------- | --------- | ---------------------------------------------------------------------------------- |
| Les données manquantes sont à compléter. |                            |                      |           |                                                                                    |
| mars 2001                                | mars 2008                  | Marcel Astruc        |           |                                                                                    |
| mars 2008                                | En cours (au 25 août 2020) | Christophe Rochette, | SE        | Entrepreneur Ancien vice-président de la communauté de communes Couze Val d'Allier |

## Population et société

### Démographie
L'évolution du nombre d'habitants est connue à travers les recensements de la population effectués dans la commune depuis 1891. Pour les communes de moins de 10 000 habitants, une enquête de recensement portant sur toute la population est réalisée tous les cinq ans, les populations de référence des années intermédiaires étant quant à elles estimées par interpolation ou extrapolation. Pour la commune, le premier recensement exhaustif entrant dans le cadre du nouveau dispositif a été réalisé en 2008.

En 2022, la commune comptait 325 habitants, en évolution de −4,69 % par rapport à 2016 (Puy-de-Dôme : +2,1 %, France hors Mayotte : +2,11 %).
| 1891 | 1896 | 1901 | 1906 | 1911 | 1921 | 1926 | 1931 | 1936 |
| ---- | ---- | ---- | ---- | ---- | ---- | ---- | ---- | ---- |
| 570  | 541  | 514  | 451  | 400  | 287  | 290  | 286  | 244  |

| 1946 | 1954 | 1962 | 1968 | 1975 | 1982 | 1990 | 1999 | 2006 |
| ---- | ---- | ---- | ---- | ---- | ---- | ---- | ---- | ---- |
| 211  | 244  | 324  | 282  | 284  | 262  | 303  | 329  | 352  |

| 2008 | 2013 | 2018 | 2022 | - | - | - | - | - |
| ---- | ---- | ---- | ---- | - | - | - | - | - |
| 358  | 344  | 329  | 325  | - | - | - | - | - |

Le déclin démographique de Montpeyroux au profit de Coudes fut essentiellement dû au manque d'approvisionnement en eau du village avant la mise en service de l'eau courante. Les femmes descendaient alors jusqu'à l'Allier avec leurs brouettes pleines de linge par le « chemin du Rivage ». Par la suite, comme il n'était pas question de planter un château d'eau « classique » au centre du village sans le défigurer, Il fut camouflé en bâtiment ancien (voir la plus haute bâtisse au centre).

## Culture locale et patrimoine

### Lieux et monuments

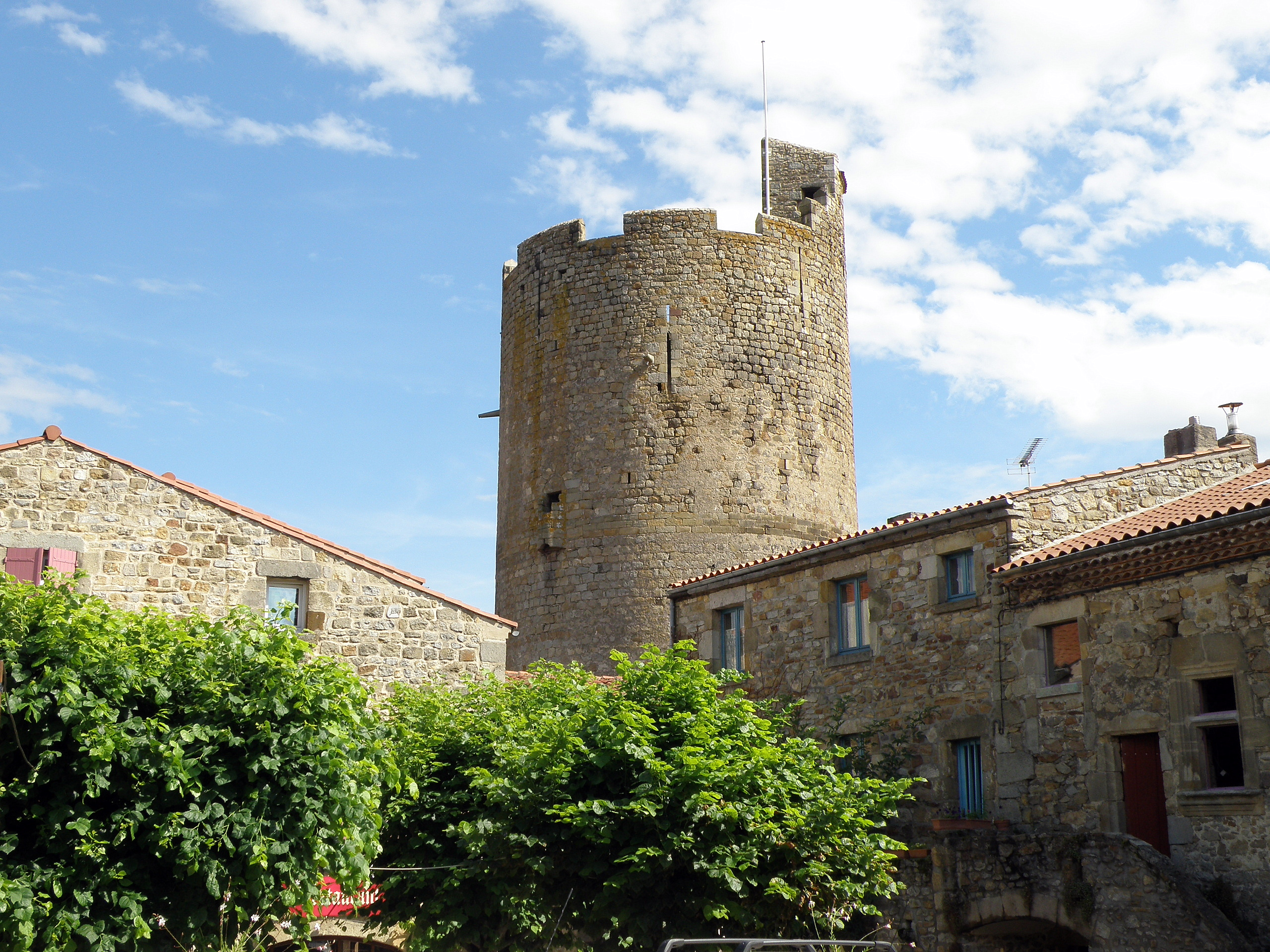
Donjon de Montpeyroux.

- Vestige du château de Montpeyroux, la tour du XIIe siècle offre une vue à 360°, permettant d'apercevoir le village voisin de Coudes, la chaîne des Puys (puy de Sancy, puy de Dôme) à l'ouest et au nord-ouest, ainsi que la vallée de l'Allier en direction d'Issoire au sud. La tour est classée en 1957 au titre des monuments historiques[24]. Elle appartient à l'Académie des sciences, belles-lettres et arts de Clermont-Ferrand (legs de Mme Pierre Rougier).
- Porte fortifiée du XIVe siècle, inscrite en 1951 au titre des monuments historiques, vestige des remparts qui entouraient le château et le village médiéval[25].

### Héraldique
| Blason de Montpeyroux | Blason  | Tiercé en pairle : au 1er de gueules à la fleur de lys d'or, au 2e d'azur à la tour d'argent, au 3e d'or à la laye (ou laie) d'azur. |
| Blason de Montpeyroux | Détails | Conflit héraldique : le dessin présente la tour ouverte et ajourée de sable. Le statut officiel du blason reste à déterminer.        |